# 荒木芳久
荒木 芳久（あらき よしひさ、1939年4月8日 - ）は、日本の男性脚本家。主にテレビアニメを手がけた。

## 人物
東京府出身。東京都立大森高等学校放送同好会および日本大学芸術学部で脚本などの作劇を学び、卒業後は東映の脚本家に師事しテレビドラマを手掛ける傍ら、系列の東映動画の作品 ひみつのアッコちゃんの制作現場に呼ばれる。その後もフリーとして各社で仕事を重ね、日本サンライズにおいては『無敵超人ザンボット3』、『無敵鋼人ダイターン3』、『機動戦士ガンダム』、『戦闘メカ ザブングル』を始めとする富野由悠季監督作品や『無敵ロボ トライダーG7』や『最強ロボ ダイオージャ』等の作品を手がけた。

## 主な映画作品
- 春情夢（1984年、にっかつ（日活ロマンポルノ））

## 主なTV作品
- 日本任侠伝（1969年）
- ひみつのアッコちゃん（1969年 - 1970年）
- 遠山の金さん捕物帳（1970年 - 1971年）
- 魔法のマコちゃん（1971年）
- 特別機動捜査隊（1971年）
- 流星人間ゾーン（1973年）
- ご存じ金さん捕物帳（1974年）
- はじめ人間ギャートルズ（1975年 - 1976年）
- 無敵超人ザンボット3（1977年 - 1978年）
- 新・巨人の星（1977年 - 1978年）
- 祭ばやしが聞こえる（1977年 - 1978年）
- 無敵鋼人ダイターン3（1978年 - 1979年）
- 新・エースをねらえ!（1978年 - 1979年）[2]
- スターウルフ（1978年）
- コメットさん（大場久美子版）（1978年 - 1979年）
- 特捜最前線（1979年）- 第95話のみ担当※押川國秋との共作
- ザ☆ウルトラマン（1979年）
- 機動戦士ガンダム（1979年 - 1980年） 「ククルス・ドアンの島」などを担当
- 科学冒険隊タンサー5（1979年 - 1980年）
- 赤毛のアン（1979年）※第31話より参加
- 無敵ロボ トライダーG7（1980年 - 1981年）
- 鉄人28号（1980年 - 1981年）
- 最強ロボ ダイオージャ（1981年 - 1982年）
- まんが水戸黄門（1981年 - 1982年）
- 戦闘メカ ザブングル（1982年 - 1983年）
- 大江戸無頼　河内山宗俊（時代劇スペシャル）（1982年7月23日）※押川國秋との共作
- サイコアーマーゴーバリアン（1983年）
- 特装機兵ドルバック（1984年）
- アタッカーYOU!（1984年 - 1985年）
- 名探偵ホームズ（1984年 - 1985年）
- 超攻速ガルビオン（1984年）
- トランスフォーマー ザ☆ヘッドマスターズ（1987年 - 1988年）
- 父と娘・七色の絆　妻よ娘よありがとう、夜空の星が泣いて散った（木曜ゴールデンドラマ）（1987年10月22日）
- トランスフォーマー 超神マスターフォース（1988年 - 1989年）
- 戦え!超ロボット生命体 トランスフォーマーV（1989年）
- 華やかな死体・愛と哀しみの不在証明（月曜・女のサスペンス）（1989年5月15日）
- からくり剣豪伝ムサシロード（1990年 - 1991年）